# Jordan Kerr
Jordan Kerr (Adelaide, Austrália, 26 de outubro de 1979) é um tenista profissional australiano, especialista em duplas. Sua melhor colocação foi a 23° na ATP, em 2008.